# Кольонія-Болімовська-Весь
Кольонія-Болімовська-Весь (пол. Kolonia Bolimowska-Wieś) — село в Польщі, у гміні Болімув Скерневицького повіту Лодзинського воєводства. Населення — 164 особи (2011).
У 1975—1998 роках село належало до Скерневицького воєводства.

## Демографія
Демографічна структура станом на 31 березня 2011 року:
|          | Загалом | Допрацездатний вік | Працездатний вік | Постпрацездатний вік |
| -------- | ------- | ------------------ | ---------------- | -------------------- |
| Чоловіки | 87      | 15                 | 55               | 17                   |
| Жінки    | 77      | 9                  | 45               | 23                   |
| Разом    | 164     | 24                 | 100              | 40                   |